# (36) Atalante
(36) Atalante – planetoida z grupy pasa głównego planetoid okrążająca Słońce w ciągu 4 lat i 201 dni w średniej odległości 2,75 j.a. Została odkryta 5 października 1855 roku w Paryżu przez Hermanna Goldschmidta. Nazwa planetoidy pochodzi od imienia pięknej uczestniczki łowów kalidońskich w mitologii greckiej, Atalanty.